# 안토니오 칸드레바
안토니오 칸드레바(이탈리아어: Antonio Candreva, 1987년 2월 28일, 이탈리아 로마 ~ )는 이탈리아 축구 선수이며, 세리에 A 클럽 살레르니타나에서 뛰고 있다. 그는 주로 윙어로 뛰지만 중앙에서 플레이메이커 역할로도 뛸 수 있다.

## 선수 경력

### 테르나나
로마에서 태어나고 조심스러운 플레이를 하여 일 티미도(Il Timido, 부끄럼쟁이)라는 별칭을 가진 칸드레바는 지역 축구팀 로지아니의 유스팀에서 축구를 시작하였고, 2003년에 세리에 C1 팀 테르나나로 이적하여 2004-05 시즌에 팀이 세리에 B로 승격하자 1군 팀에서 몇 경기를 출전하였다. 다음 시즌에 테르나나가 세리에 C1으로 강등을 당하자 주전이 되었고 일부 세리에 A 클럽들의 이목을 끌었다.

### 우디네세
2007년 6월, 칸드레바는 세리에 A 클럽 우디네세와 계약했고 우디네세 프리마베라(U-20)에서 제한연령 초과선수로 뛰었다. 그는 세리에 A 데뷔전을 2008년 1월 27일에 치뤘고 1군 팀에서 몇 경기를 뛰었다.

#### 리보르노와 유벤투스로의 임대
21살 칸드레바는 세리에 B 팀 리보르노에서 2008-09 기간 동안 성공적인 임대를 하였다. 알레산드로 디아만티와 함께, 그는 팀을 플레이오프에서 우승을 시켜 세리에 A로 승격을 도왔다. 성공적인 첫 시즌 후에, 우디네세와 리보르노 사이에 임대 계약은 한번 더 1년 연장이 되었고 게다가 칸드레바는 이탈리아 1부 리그에서 주전 선수로 전체 시즌을 뛰는 기회가 주어졌다.
2010년 1월 20일, 세리에 A의 빅클럽 유벤투스는 50만 유로에 시즌 종료 후 우디네세에서 그의 소유권 절반을 구매할 수 있는 옵션을 포함해 남은 시즌 동안 칸드레바를 임대하기로 동의했다. 그는 클라우디오 마르키시오가 부상이나 출장정지를 당할 경우에 측면에서 경쟁시킬 목적으로 후보 선수로서 영입이 된 것이었다. 알베르토 자케로니 감독의 전술 변화 후에도, 그는 새 포메이션에서 잘 적응하였고 볼로냐를 상대로 디에구의 교체 선수로 출전하여 10분이 안되어 세리에 A 첫 데뷔골이자 결승골을 넣었다. 며칠 뒤, 그는 유럽클럽대항전 데뷔전을 유로파리그 32강 아약스와 2차전에서 주장 알레산드로 델 피에로의 교체 선수로 치렀다.

#### 복귀
2009-10 시즌이 끝나고, 유벤투스는 칸드레바의 권리를 구매하지 않기로 해, 그는 여름에 우디네세로 돌아갔다.
2010년 8월 30일, 칸드레바는 50만 유로에 파르마로 1년간 임대를 갔다. 파르마는 칸드레바의 공동 소유권을 갖는 옵션이 있었지만 사용하지는 않았다. 칸드레바가 기대 이하의 시즌을 보냈기 때문이었다.

### 체세나
2011년 7월 31일, 칸드레바는 30만 유로에 체세나로 1년 임대를 갔다.

### 라치오
2011년 1월 이적 시장 마지막날, 라치오로 임대를 갔던 시모네 델 네로가 체세나로 이적료 없이 돌아오자, 칸드레바는 라치오와 이적료 없이 장기 계약을 맺었다. 칸드레바는 나폴리를 상대로 라치오서의 첫 골을 넣었고 좋지 않은 시작을 보낸 후 그는 마침내 라치오 서포터들에게 찬사를 받았다.
2012년 7월 18일, 임시 계약이 칸드레바의 권리를 살 수 있는 옵션과 함께 재개되었다.“Comunicato” (이탈리아어). S.S. Lazio. 2015년 9월 24일에 원본 문서에서 보존된 문서. 2012년 7월 18일에 확인함.</ref>
2012-13 시즌에 블라디미르 페트코비치 신임 감독이 부임하고, 칸드레바는 마침내 팬들과 코칭 스태프들 모두에게서 지속적으로 라치오에서 최고 활약을 한 선수 중 한 명이 되었다. 2012년 9월 2일, 칸드레바는 2012-13 시즌 첫 골을 미로슬라프 클로제의 두 골로 앞서 나가고 있던 시점에서 팔레르모한테 넣었고 3-0 승리를 거뒀다.
2013년 5월 26일, 칸드레바는 역사적인 더비 라이벌 로마를 코파 이탈리아에서 1-0 승리를 거두며 생애 첫 트로피를 거머줬다.

## 국가대표팀 경력
칸드레바는 2004년 8월에 U-18에서 데뷔한 이래로 그는 이탈리아 국가대표팀에서 뛰었다. 2008년 툴롱 토너먼트에 참가한 이후, 그는 다가오는 올림픽 예비 명단에 이름이 호명됐다. 칸드레바는 마침내 톰마소 로키의 부상 교체 선수로 차출되었다. 그는 2008년 9월 9일 열리는 2009년 UEFA U-21 선수권 대회 지역 예선 크로아티아를 상대로 U-21 데뷔전을 치렀다. 그는 그 대회에서 몇 차례 교체 출전을 하였다.
2009년 11월 14일, 칸드레바는 네덜란드와 친선전에서 성인 대표팀 데뷔전을 치렀다.
4월 초, 칸드레바는 월드컵 훈련 캠프에 참가하였다. 그는 2010년 4월 11일에 발표한 예비 30인 명단에 포함되었지만, 일주일 뒤에 명단에서 탈락하였다.
2012년 8월, 칸드레바는 2014년 FIFA 월드컵 예선 두 경기 일정을 소화하기 위해 체사레 프란델리 감독에 의해 차출되었다. 그는 예선전 경기에서 라치오에서의 뛰어난 모습을 보인 후에 대표팀에서 자리를 다시 한번 얻게 됐다. 그는 체사레 프란델리에 의해 2013년 FIFA 컨페더레이션스컵에 참가하는 이탈리아 국가대표팀에 차출됐다. 토너먼트로 진행되는 대회기간 동안에, 이탈리아 대표팀은 준결승전에서 스페인과 치열한 접전 끝에 결국 승부차기로 승부를 결정하게 되었고, 칸드레바는 첫 킥커로 나서 이케르 카시야스를 상대로 유로 2000에서 이탈리아의 전설 프란체스코 토티가 성공시킨 득점과 유사한 칩샷으로 득점에 성공하였다.

## 경력 통계
2013년 5월 14일 기준.
| 클럽            | 리그      | 시즌      | 리그 | 리그 | 컵   | 컵   | 유럽클럽대항전 | 유럽클럽대항전 | 그외 | 그외 | 합계 | 합계 |
| 클럽            | 리그      | 시즌      | 출전 | 득점 | 출전 | 득점 | 출전           | 득점           | 출전 | 득점 | 출전 | 득점 |
| --------------- | --------- | --------- | ---- | ---- | ---- | ---- | -------------- | -------------- | ---- | ---- | ---- | ---- |
| 테르나나        | 세리에 B  | 2004–05   | 2    | 0    | 0    | 0    | –              | –              | –    | –    | 2    | 0    |
| 테르나나        | 세리에 B  | 2005–06   | 29   | 0    | 1    | 0    | –              | –              | –    | –    | 30   | 0    |
| 테르나나        | 세리에 C1 | 2006–07   | 16   | 0    | 0    | 0    | –              | –              | –    | –    | 16   | 0    |
| 우디네세        | 세리에 A  | 2007–08   | 3    | 0    | 5    | 0    | –              | –              | –    | –    | 8    | 0    |
| 리보르노 (임대) | 세리에 B  | 2008–09   | 33   | 2    | 0    | 0    | –              | –              | 1    | 01   | 34   | 2    |
| 리보르노 (임대) | 세리에 A  | 2009–10   | 19   | 0    | 1    | 0    | –              | –              | –    | –    | 20   | 0    |
| 유벤투스 (임대) | 세리에 A  | 2009–10   | 16   | 2    | 1    | 0    | 3              | 0              | –    | –    | 20   | 2    |
| 파르마 (임대)   | 세리에 A  | 2010–11   | 31   | 3    | 2    | 0    | –              | –              | –    | –    | 33   | 3    |
| 시에나 (임대)   | 세리에 A  | 2011–12   | 18   | 2    | 1    | 0    | –              | –              | –    | –    | 19   | 2    |
| 라치오 (임대)   | 세리에 A  | 2011–12   | 15   | 3    | 0    | 0    | 2              | 0              | –    | –    | 17   | 3    |
| 라치오 (임대)   | 세리에 A  | 2012–13   | 34   | 6    | 2    | 0    | 11             | 1              | –    | –    | 47   | 7    |
| 경력 합계       | 경력 합계 | 경력 합계 | 216  | 18   | 13   | 0    | 16             | 1              | 1    | 0    | 246  | 19   |

Note 1: 세리에 B 2008–09 플레이오프.

### 국가대표팀 경력
"2013년 6월 30일 기준
| 이탈리아 축구 국가대표팀 | 이탈리아 축구 국가대표팀 | 이탈리아 축구 국가대표팀 |
| 연도                     | 출전                     | 득점                     |
| ------------------------ | ------------------------ | ------------------------ |
| 2009                     | 2                        | 0                        |
| 2010                     | 0                        | 0                        |
| 2011                     | 0                        | 0                        |
| 2012                     | 3                        | 0                        |
| 2013                     | 6                        | 0                        |
| 11                       | 0                        |                          |

## 수상
라치오
- 2012-13 코파 이탈리아 우승

 이탈리아
- 2013년 FIFA 컨페더레이션스컵 3위